# Setge de l'ambaixada iraniana a Londres
El setge de l'ambaixada iraniana va tenir lloc del 30 d'abril al 5 de maig de 1980, després que un grup de sis homes armats va assaltar l'ambaixada iraniana a Prince's Gate al barri de South Kensington de Londres. Els pistolers, àrabs iranians que feien campanya per la sobirania de la província de Khuzestan, van prendre 26 persones com a ostatges, inclòs el personal de l'ambaixada, diversos visitants i un agent de policia que estava custodiant-la. Van exigir l'alliberament dels presoners a Khuzestan i el seu propi pas segur fora del Regne Unit. El govern britànic va decidir ràpidament que no es concediria el pas segur i es va produir un setge. Posteriorment, els negociadors policials van aconseguir l'alliberament de cinc ostatges a canvi de petites concessions, com la retransmissió de les demandes dels segrestadors a la televisió britànica.
Al sisè dia del setge, els terroristes estaven cada cop més frustrats per la manca de progrés en complir les seves demandes. Aquell vespre van matar un ostatge i van llençar el seu cos fora de l'ambaixada. El Servei Aeri Especial Britànic (SAS) va iniciar l'"Operació Nimrod " per rescatar els ostatges restants, fent ràpel des del sostre i forçant l'entrada per les finestres. Durant l'atac, de 17 minuts, van rescatar tots els ostatges que quedaven menys un i van abatre cinc dels sis segrestadors. Una investigació va resoldre que el SAS no havia comés cap tipus d'infracció. L'únic terrorista que en va sortir viu va complir 27 anys de presó a la Gran Bretanya.
L'operació va ser la primera vegada que el SAS sortia a la llum i va reforçar la reputació del govern de Margaret Thatcher. El SAS es va veure ràpidament desbordat per la quantitat de sol·licituds d'accés que va rebre de persones encoratjades per l'operació i va ser molt demandats per múltiples governs estrangers per tasques d'assessorament. L'edifici de l'ambaixada, danyat per un incendi que es va iniciar durant l'assalt, no va ser reobert fins al 1993. La incursió del SAS, televisada en directe un vespre festiu, es va convertir en un moment determinant en la història britànica i va demostrar un impuls en la carrera per diversos periodistes; es va convertir en objecte de múltiples documentals i obres de ficció, incloent diverses pel·lícules i sèries de televisió.

## Rerefons

### Motius
Els segrestadors eren membres del Front Democràtic Revolucionari per a l'Alliberament d'Arabistan (DRFLA), àrabs iranians que protestaven per l'establiment d'un estat àrab autònom a la regió sud de la província iraniana de Khuzestan que acull un minoria araboparlant. La zona, rica en petroli, s'havia convertit en la font de gran part de la riquesa de l'Iran que provenia de les empreses multinacionals que s'hi van establir durant el regnat del Xa.
Segons Oan Ali Mohammed,  la supressió del moviment de sobirania àrab va ser l'espurna que va provocar l'atac a l'ambaixada iraniana a Londres. El pla es va inspirar en la crisi dels ostatges de l'Iran en què els partidaris de la revolució van mantenir com a ostatges el personal de l'ambaixada nord-americana a Teheran.

### Arribada a Londres
Fent servir passaports iraquians, Oan i tres membres més de la DRFLA van arribar a Londres el 31 de març de 1980 i van llogar un pis al barri d'Earl's Court, a l'oest de Londres. Afirmava que s'havien conegut per casualitat al vol. Durant els dies següents, el grup va es va fer més gran, arribant en una ocasió a la dotzena d'homes al pis.

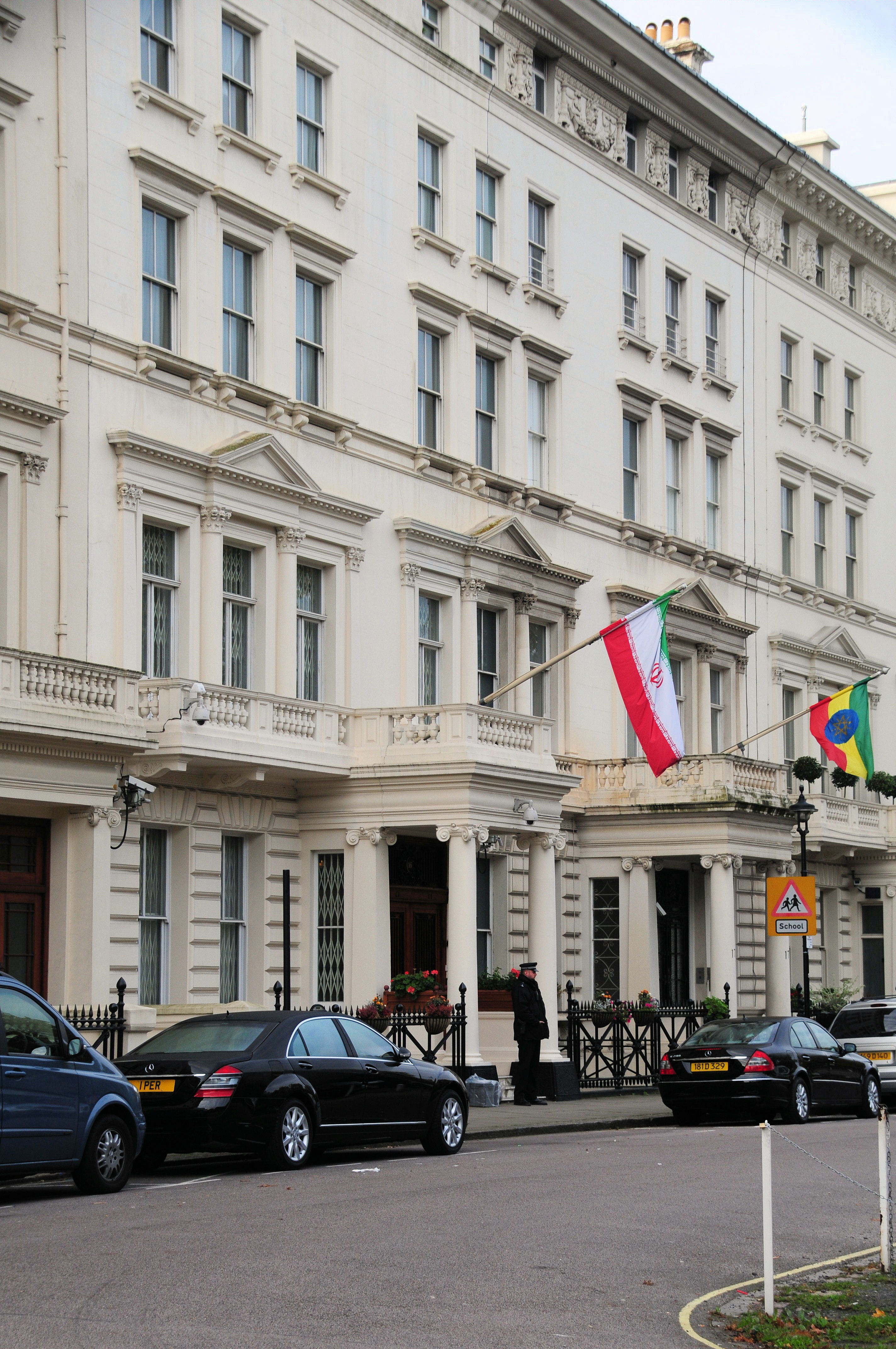
Façana de l'ambaixada iraniana el 2008

Oan tenia 27 anys i era de Khuzestan; havia estudiat a la Universitat de Teheran, on va fer-se políticament actiu. Havia estat empresonat per la SAVAK, la policia secreta del Xa, i tenia cicatrius que, segons ell, eren de tortura sota custòdia de la SAVAK. Els altres membres del seu grup eren Shakir Abdullah Radhil, conegut com "Faisal", el segon al comandament d'Oan que també va afirmar haver estat torturat per SAVAK; Shakir Sultan Said, o "Hassan"; Themir Moammed Hussein, o Abbas; Fowzi Badavi Nejad, o "Ali"; i Makki Hanoun Ali, el més jove del grup, que es feia dir "Makki".
El 30 d'abril, els homes van informar al seu llogater que anaven a Bristol durant una setmana i després tornarien a l'Iraq. Van informar que ja no necessitarien el pis i van organitzar les seves pertinences perquè fossin enviades a l'Iraq. Van sortir de l'edifici a les 09:30 hores del 30 d'abril. El seu destí inicial és desconegut però en el camí cap a l'ambaixada iraniana van recollir armes de foc (incloses pistoles i subfussells), munició i granades de mà. Es creu que les armes, de fabricació predominantment soviètica, van ser introduïdes de contraban al Regne Unit en una bossa diplomàtica que pertanyia a l'Iraq. Poc abans de les 11:30, i gairebé dues hores després d'abandonar el pis proper a Lexham Gardens a South Kensington, els sis homes van arribar fora de l'ambaixada.
Segons un estudi acadèmic de 2014 sobre la guerra Iran-Iraq (que va esclatar més tard el 1980), els atacants van ser "reclutats i entrenats" pel govern iraquià com a part d'una campanya de subversió contra l'Iran, que va incloure el patrocini de diversos moviments separatistes.

### Servei Aeri Especial
El Servei Aeri Especial (SAS) és un regiment de l'exèrcit britànic i part de les forces especials del Regne Unit, format originalment a la Segona Guerra Mundial per portar a terme una guerra irregular. Els governs d'Europa occidental es van veure impulsats a formar unitats policials i militars especialitzades contraterroristes després de la massacre de Múnic als Jocs Olímpics de 1972, en què en l'operació policial per acabar amb la presa d'ostatges va acabar en caos. En el tiroteig resultant, un agent de policia, la majoria dels terroristes i tots els ostatges van ser assassinats. En resposta, Alemanya Occidental va crear GSG 9, que va ser seguida ràpidament pel francès GIGN. Seguint aquests exemples, el govern britànic, preocupat perquè el país no estigués preparat per a una crisi similar al Regne Unit, va ordenar la formació de l'ala de la SAS (Counter Revolutionary Warfare, CRW). Aquesta es va convertir en la principal unitat antiterrorista i antisegrest del Regne Unit. El SAS havia participat en operacions de contrainsurgència a l'estranger des de 1945, i havia entrenat els guardaespatlles de persones influents. Per tant, es creia que estava millor preparat per al paper que qualsevol unitat de la policia o d'altres unitats de les forces armades. La primera experiència operativa de l'ala CRW va ser l'assalt del vol 181 de Lufthansa el 1977, quan un petit destacament de soldats va ser enviat per ajudar el GSG 9, la unitat de policia d'elit d'Alemanya Occidental creada després dels fets de 1972.

## El setge

### Primer dia: 30 d'abril
Aproximadament a les 11:30 del dimecres 30 d'abril, els sis membres fortament armats de la DRFLA van assaltar l'edifici de l'ambaixada iraniana a Prince's Gate, South Kensington. Els terroristes van dominar ràpidament l'agent de policia Trevor Lock del Grup de Protecció Diplomàtica (DPG) de la Policia Metropolitana. Lock portava amagat un revòlver Smith & Wesson de calibre.38 però no va poder desenfundar-lo abans de ser reduït, tot i que va aconseguir prémer el "botó de pànic" de la seva ràdio. Posteriorment van escorcollar a Lock però el terrorista va fer l'escorcoll no va trobar l'arma del policia. Va romandre en possessió del revòlver i, per mantenir-lo amagat, es va negar a treure's l'abric, cosa que va dir als terrorsites era per "preservar la seva imatge" com a agent de policia. L'oficial també va rebutjar menjar res durant tot el setge per por que l'arma es veiés si havia de fer servir el vàter i un pistoler decidia escoltar-lo.
Tot i que la majoria de les persones de l'ambaixada van ser capturades, tres van aconseguir escapar: dues trepant per una finestra de la planta baixa i la tercera pujant per un parapet del primer pis fins a l'ambaixada d'Etiòpia del costat. Una quarta persona, Gholam-Ali Afrouz, l'encarregat de negocis i, per tant, el funcionari de rang més alt iranià present, va escapar breument saltant per una finestra del primer pis però es va lesionar i va ser ràpidament capturat. Afrouz i els altres 25 ostatges van ser traslladats a una habitació del segon pis. La majoria dels ostatges eren personal de l'ambaixada, principalment nacionals iranians, però també van ser capturats diversos treballadors britànics. Els altres ostatges eren tots visitants, a excepció de Lock, l'oficial de policia britànic que custodiava l'ambaixada. Afrouz havia estat nomenat pel càrrec poc menys d'un any abans ja que el seu predecessor havia estat destituït arran de la revolució. Abbas Fallahi, que havia estat majordom abans de la revolució, va ser nomenat porter per Afrouz. Un dels membres del personal britànic era Ron Morris, de Battersea, que havia treballat per a l'ambaixada en diversos càrrecs des de 1947.
Durant el setge, la policia i els periodistes van establir la identitat de diversos altres ostatges. Mustapha Karkouti era un periodista que cobria la crisi a l'ambaixada dels Estats Units a Teheran i estava a l'ambaixada per a una entrevista amb Abdul Fazi Ezzati, l'agregat cultural. Muhammad Hashir Faruqi era un altre periodista que es trobava a l'ambaixada per entrevistar Afrouz per a un article sobre la revolució iraniana. Simeon "Sim" Harris i Chris Cramer, tots dos empleats de la BBC, estaven a l'ambaixada intentant obtenir visats per visitar l'Iran, amb l'esperança de cobrir les conseqüències de la revolució de 1979, després de diversos intents sense èxit. Es van trobar asseguts al costat de Moutaba Mehrnavard, que era allà per consultar a Ahmad Dadgar, assessor mèdic de l'ambaixada, i Ali Asghar Tabatabai, que estava recollint un mapa per utilitzar-lo en una presentació que li havien demanat que fes al final d'un curs que estava fent.
La policia va arribar a l'ambaixada gairebé immediatament després dels primers informes de trets i, en deu minuts, set agents de la DPG es trobaven al lloc dels fets. Els agents van envoltar l'ambaixada però es van enretirar quan un home armat va aparèixer per una finestra i va amenaçar d'obrir foc. El subcomissari adjunt John Dellow va arribar gairebé 30 minuts més tard i va prendre el comandament de l'operació. Dellow va establir una seu quarter principal temporal al seu cotxe abans de traslladar-lo a la Royal School of Needlework més avall de Prince's Gate i després al número 24 de Prince's Gate, una escola bressol. Des dels seus diferents llocs de comandament, Dellow va coordinar la resposta policial, inclòs el desplegament de D11, tiradors de la Policia Metropolitana  i agents amb equips de vigilància especialitzats. Els negociadors de la policia, liderats per Max Vernon, van contactar amb Oan a través d'un telèfon passat per una de les finestres de l'ambaixada, i van ser assistits per un negociador i un psiquiatre. A les 15:15 hores Oan va fer la primera demanda de la DRFLA, l'alliberament de 91 àrabs detinguts a les presons de Khuzestan, i va amenaçar de fer volar l'ambaixada i els ostatges si no es feia abans del migdia de l'1 de maig.
Un gran nombre de periodistes van arribar ràpidament al lloc dels fets i van ser traslladats a una zona de contenció a l'oest de la façana de l'ambaixada, mentre desenes de manifestants iranians també van arribar a prop de l'ambaixada i van romandre allà durant tot el setge. Es va establir un lloc de comandament de la policia independent per contenir les protestes, que van desembocar en enfrontaments violents amb la policia en diverses ocasions. Poc després de l'inici de la crisi, es va reunir el comitè d'emergència del govern britànic COBRA . COBRA estava format per ministres, funcionaris i assessors experts, inclosos representants de la policia i de les forces armades. La reunió va ser presidida per William Whitelaw, el ministre de l'Interior, ja que Margaret Thatcher, la primera ministra, no estava disponible. El govern iranià va acusar els governs britànic i nord-americà de patrocinar l'atac com a venjança pel setge en curs de l'ambaixada dels Estats Units a Teheran. Atesa la manca de cooperació de l'Iran, Thatcher, que Whitelaw va mantenir informada de la situació, va determinar que la llei britànica s'aplicaria a l'ambaixada. A les 16:30 hores, els terroristes van alliberar la seva primera ostatge, Frieda Mozaffarian. S'havia trobat malament des que va començar el setge, i l'Oan havia demanat que l'enviés un metge a l'ambaixada per tractar-la, però la policia es va negar. Els altres ostatges van enganyar a Oan fent-li creure que Mozaffarian estava embarassada, i Oan finalment la va alliberar després que el seu estat va deteriorar.

### Segon dia: 1 de maig
Les reunions de COBRA van continuar durant la nit i dijous següent. Mentrestant, dos equips van ser enviats des de la seu del Servei Aeri Especial (SAS) prop de Hereford, i van arribar a una zona de contenció a Regent's Park Barracks. Els equips, de l'Esquadró B, complementats per especialistes d'altres esquadrons, estaven equipats amb gas CS, granades atordidores i explosius i armats amb pistoles Browning Hi-Power i subfuseells Heckler & Koch MP5.  El tinent coronel Michael Rose, comandant del 22 SAS, havia arribat abans que la resta del destacament i es va presentar a Dellow, el comandant de l'operació policial. Aproximadament a les 03:30 hores del 1r de maig, un dels equips de SAS es va traslladar a l'edifici del costat de l'ambaixada, normalment ocupat pel Royal College of General Practitioners, on se'ls va informar sobre el pla d'"acció immediata" de Rose, que s'havia d'implementar en cas que el SAS hagués d'assaltar l'edifici abans que es pogués formar un pla més elaborat.

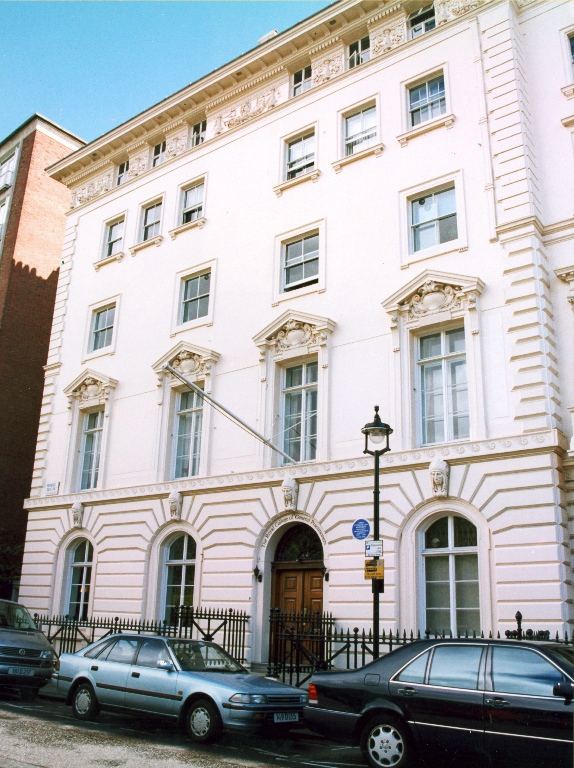
La façana del número 14 Prince's Gate, seu del Royal College of General Practitioners, que va ser utilitzada com a base pel SAS durant el setge.

A primera hora del matí del 1r de maig, els terroristes van ordenar a un dels ostatges que telefonés a l'oficina de notícies de la BBC. Durant la trucada, Oan va agafar el receptor i va parlar directament amb el periodista de la BBC. Va identificar el grup al qual pertanyien els terroristes i va declarar que els ostatges no iranians no rebrien cap mal però es va negar a permetre que el periodista parlés amb altres ostatges. En algun moment del dia, la policia va desactivar les línies telefòniques de l'ambaixada, deixant als segrestadors només el telèfon de camp per a la comunicació externa. Quan els ostatges es van despertar, Chris Cramer, un tècnic de so de la BBC, va emmalaltir greument. Ell i altres tres ostatges no àrabs havien decidit que un d'ells havia de sortir i, per fer-ho, havia exagerat de manera convincent els símptomes d'una malaltia existent. El seu company, Sim Harris, va ser portat al telèfon de camp per negociar per un metge. El negociador de la policia va rebutjar la sol·licitud i li va dir a Harris que persuadés a Oan perquè alliberés Cramer. Les negociacions posteriors entre Harris, Oan i la policia van ocupar la major part del matí, i Cramer, finalment, va ser alliberat a les 11:15 hores. Va ser traslladat d'urgència a l'hospital en una ambulància, acompanyat dels policies enviats per recollir informació sobre ell.
A mesura que s'acostava l'hora límit del migdia, fixada el dia anterior per a l'alliberament dels presoners àrabs, la policia es va convèncer que els segrestadora no tenien la capacitat de portar a terme la seva amenaça de fer esclatar l'ambaixada i va persuadir Oan d'arribar a un nou acord amb hora límit a les 14:00 h. La policia va deixar passar el termini sense cap resposta immediata per part dels terroristes. Durant la tarda, Oan va modificar les seves demandes, demanant que els mitjans britànics emetessin una declaració amb les reivindicacions del grup i que els ambaixadors de tres països àrabs negociessin el pas segur del grup fora del Regne Unit un cop emesa la declaració.
Aproximadament a les 20:00, Oan es va agitar pels sorolls que venien de l'ambaixada d'Etiòpia del costat. El soroll provenia de tècnics que estaven fent forats a la paret per implantar dispositius d'escolta, però l'agent Trevor Lock, quan se li va demanar que identifiqués el so, el va atribuir als ratolins. COBRA va decidir crear soroll ambiental per cobrir el so creat pels tècnics i va ordenar a l'empresa de gas British Gas que comencés a aixecar el carrer adjacent, suposadament per reparar una canonada de gas. La perforació va ser aturada després que els terroristes es posessin nerviosos i, en canvi, es va demanar a l'Autoritat dels Aeroports Britànics, propietari de l'aeroport de Londres Heathrow, que desviés els avions perquè sobrevolessin l'ambaixada a baixa alçada.

### Tercer dia: 2 de maig
A les 09:30 hores del 2 de maig, Oan va aparèixer a la finestra del primer pis de l'ambaixada per demanar poder fer servir el sistema de télex, que la policia havia desactivat juntament amb les línies telefòniques, i va amenaçar de matar Abdul Fazi Ezzati, l'agregat cultural. La policia es va negar i l'Oan va empènyer Ezzati, a qui havia estat subjectant a punta de pistola a la finestra, a través de l'habitació, abans de demanar que parlés amb algú de la BBC que conegués Sim Harris. La policia, alleujada de tenir una demanda a la qual podien acceptar fàcilment, va fer-los parlar amb Tony Crabb, productor i director general de la BBC Television News i cap de Harris. Oan va cridar a Crabb les seves demandes d'un pas segur fora del Regne Unit negociat per tres ambaixadors dels països àrabs des de la finestra del primer pis, i va ordenar que aquestes demandes es transmetessin per la BBC juntament amb una declaració dels objectius dels segrestadors. L'Oficina d'Afers Exteriors i de la Commonwealth es va atansar, de manera informal, a les ambaixades d'Algèria, Jordània, Kuwait, Líban, Síria i Qatar per preguntar si els seus ambaixadors estarien disposats a parlar amb els segrestadors. L'ambaixador de Jordània es va negar immediatament i els altres cinc van dir que consultarien els seus governs. La BBC va emetre la declaració aquella nit però d'un manera que no va satisfer a l'Oan, que la va considerar truncada i incorrecta.
Mentrestant, la policia va localitzar el conserge de l'ambaixada i el va portar al seu quarter general per informar al SAS i als comandaments de la policia. Els va informar que la porta d'entrada de l'ambaixada estava reforçada per una porta de seguretat d'acer i que les finestres de la planta baixa i del primer pis tenien vidres blindats, arran de les recomanacions fetes pel SAS, uns quants anys abans, per millorar la seguretat de l'edifici. Els plans per entrar a l'ambaixada ensorrant la porta d'entrada i trencant les finestres de la planta baixa van ser ràpidament descartats i es va començar a treballar en altres idees.

### Dia 4: 3 de maig
L'Oan, enfadat per la informació incorrecta de la BBC sobre les seves demandes la nit anterior, va contactar amb els negociadors policials poc després de les 06:00 hores i va acusar les autoritats d'enganyar-lo. Va exigir parlar amb un ambaixador àrab però el negociador de torn va afirmar que les converses encara s'estaven organitzant pel Ministeri d'Afers Exteriors. Reconeixent la tàctica dilatòria, l'Oan va dir al negociador que els ostatges britànics serien els últims en ser alliberats a causa de l'ensarronada de les autoritats britàniques. Va afegir que un ostatge seria assassinat tret que Tony Crabb fos portat de tornada a l'ambaixada. Crabb no va arribar a l'ambaixada fins a les 15:30 hores, gairebé deu hores després que l'Oan demanés la seva presència, per a frustració tant d'Oan com de Sim Harris. Llavors, l'Oan va transmetre una altra declaració a Crabb a través de Mustapha Karkouti, un periodista que també es trobava com a ostatge a l'ambaixada. La policia va garantir que la declaració s'emetria en el següent butlletí informatiu de la BBC, a canvi de l'alliberament de dos ostatges. Els ostatges van decidir entre ells que els dos en ser alliberats serien Hiyech Kanji i Ali-Guil Ghanzafar; la primera ja que estava embarassada i la segona sense cap altre motiu que el seu fort ronc, que va mantenir desperts a la nit els altres ostatges i va irritar els terroristes.
Més tard al vespre, aproximadament a les 23:00 hores, un equip del SAS va reconèixer el sostre de l'ambaixada. Van descobrir una claraboia i van aconseguir desbloquejar-la com a potencial punt d'accés, en cas que se'ls demanés que assaltessin l'edifici. També van lligar cordes a les xemeneies per permetre als soldats baixar en ràpel per l'edifici i accedir per les finestres, si calia.

### Dia 5: 4 de maig
Durant el dia, el Ministeri d'Afers Exteriors va mantenir noves converses amb diplomàtics dels països àrabs amb l'esperança de persuadir-los d'anar a l'ambaixada i parlar amb els segrestadors. Les converses, portades a terme per Douglas Hurd, van acabar en un punt mort. Els diplomàtics van insistir que havien de ser capaços d'oferir un pas segur fora del Regne Unit per als terroristes, creient que aquesta era l'única manera de garantir un resultat pacífic, però el govern britànic es va mostrar ferm que no es consideraria un pas segur sota cap circumstància. Karkouti, a través de qui l'Oan havia emès les seves demandes revisades el dia anterior, es va emmalaltir cada cop més al llarg del dia i al vespre va tenir febre, cosa que va fer suggerir que la policia havia drogat el menjar que s'havia enviat a l'ambaixada. John Dellow, el comandant de l'operació policial, aparentment havia considerat la idea i fins i tot va consultar un metge sobre la seva viabilitat, però finalment la va descartar com a "poc pràctica".
Els oficials del SAS implicats en l'operació, inclòs el general de brigada Peter de la Billière, el director del SAS, Rose, i el comandant Héctor Gullan (comandant de l'equip d'assalt en cas d'incursió) van passar el dia perfeccionant els seus plans per a un assalt.

### Dia sis: 5 de maig
L'Oan va despertar a Lock a l'alba, convençut que hi havia un intrús a l'ambaixada. Vanenviar Lock a investigar però no va trobar cap intrús. Més tard al matí, l'Oan va trucar a Lock per examinar una protuberància al mur que separava l'ambaixada iraniana de l'ambaixada etíop del costat. La protuberància s'havia produït, de fet, quan es van treure uns quants maons per permetre a un equip d'assalt trencar la paret i posar dispositius d'escolta, cosa que va provocar un debilitament de la paret. Tot i que Lock li va assegurar que no creia que la policia estigués a punt d'assaltar l'edifici, l'Oan es va mantenir convençut que "estaven fent alguna cosa" i va traslladar els ostatges masculins de l'habitació en què havien passat els últims quatre dies a una altra sala. Les tensions van augmentar durant tot el matí i, a les 13:00 hores, l'Oan va dir a la policia que mataria un ostatge tret que pogués parlar amb un ambaixador àrab en 45 minuts. A les 13:40, Lock va informar al negociador que els terroristes havien fet baixar a Abbas Lavasani, el cap de premsa de l'ambaixada, i es preparaven per executar-lo. Lavasani, un ferm partidari de la revolució iraniana de 1979, havia provocat repetidament els seus segrestadors durant el setge. Segons Lock, Lavasani va afirmar que "si anaven a matar un ostatge, [Lavasani] volia que fos ell". Exactament a les 13:45 hores, 45 minuts després de la demanda d'Oan de parlar amb un ambaixador, es van sentir tres trets des de l'interior de l'ambaixada.
Whitelaw, que havia estat presidint la reunió de crisi de COBRA durant el setge, va ser traslladat a Whitehall des d'una funció a la qual havia assistit a Slough, a uns 30 km de distància, arribant 19 minuts després de la notificació dels trets. De la Billière el va informar sobre el pla del SAS i li va dir que esperava que fins a un 40 per cent dels ostatges morís en un assalt. Després de les deliberacions, Whitelaw va ordenar al SAS que es preparés per assaltar l'edifici amb poca antelació, una ordre que va rebre el tinent coronel Rose a les 15:50 hores. A les 17:00 hores, els SAS estaven en condicions d'iniciar l'atac a l'ambaixada 10 minuts després de rebre la llum verda. Els negociadors policials van reclutar l'imam de la mesquita de Regent's Park a les 18:20 hores, tement que s'hagués arribat a un "punt de crisi", i li van demanar que parlés amb els segrestadors. Es van disparar tres trets més durant la conversa de l'imam amb l'Oan. L'Oan va anunciar que un ostatge havia estat assassinat i la resta moriria en 30 minuts llevat que les seves demandes es complissin. Uns minuts més tard, el cos de Lavasani va ser llençat per la porta principal. Després d'un examen preliminar, realitzat al lloc dels fets, un patòleg forense va estimar que Lavasani havia estat assassinat una hora abans, el que significa que no podia haver estat mort pels tres trets més recents. Això va fer creure la policia que eren dos, els ostatges morts. En realitat, només Lavasani havia estat assassinat.
Després que el cos de Lavasani va ser recuperat, Sir David McNee, comissari de la Policia Metropolitana, es va posar en contacte amb el ministre de l'Interior per demanar l'aprovació per donar el control de l'operació a l'exèrcit britànic, d'acord amb les disposicions vigents. Whitelaw va transmetre la sol·licitud a Thatcher i la primera ministra va acceptar immediatament. Així, John Dellow, l'oficial de policia en comandament de la situació a l'ambaixada, va traspassar el control de l'operació al tinent coronel Rose a les 19:07 hores, autoritzant a Rose a ordenar un assalt a la seva discreció. La nota signada ara s'exhibeix al Museu del Crim de New Scotland Yard. Mentrestant, els negociadors de la policia van començar a frenar l'Oan. Van oferir concessions per distreure'l i evitar que matés més ostatges, guanyant temps perquè el SAS fes els seus últims preparatius per a, l'ara, inevitable assalt.

## L'assalt del SAS
Els dos equips SAS que eren al lloc, Red Team i Blue Team, van rebre l'ordre de començar els dos assalts simultanis, sota el nom en clau Operació Nimrod, a les 19:23 hores. Un grup de quatre homes de l'equip vermell va baixar en ràpel des del terrat per la part posterior de l'edifici, mentre que un altre equip de quatre homes va baixar una granada atordidora a través del celobert. Se suposava que la detonació de la granada atordidora havia de coincidir amb els equips de ràpel que detonarien explosius per entrar a l'edifici des de les finestres del segon pis. Durant el descens, un dels soldats es va enredar amb la seva corda. Mentre intentava ajudar-lo, un dels altres soldats va trencar accidentalment una finestra amb el seu peu. El soroll de la finestra trencada va alertar a l'Oan, que estava al primer pis comunicant amb els negociadors policials, i va anar a investigar. Els soldats no van poder fer servir els explosius per evitar ferir el seu company encallat però van aconseguir obrir-se pas amb martells.
Després que els primers soldats van entrar, es va iniciar un incendi que va pujar per les cortines i va sortir per la finestra del segon pis, cremant greument el soldat encallat. Una segona onada de soldats en ràpel el va alliberar i va caure al balcó de sota abans d'entrar a l'ambaixada. Lleugerament darrere de l'equip vermell, l'equip blau va fer detonar explosius a una finestra del primer pis, obligant a Sim Harris, que acabava d'entrar a l'habitació, a protegir-se. Gran part de l'operació a la part davantera de l'ambaixada va tenir lloc a la vista dels periodistes reunits i es va retransmetre per televisió en directe, i la fugida de Harris a través del parapet d'un balcó del primer pis es va capturar en vídeo.
Quan els soldats van sortir al replà del primer pis, Lock va retenir l'Oan per evitar que ataqués els soldats del SAS. L'Oan, encara armat, va ser morts a trets per un dels soldats. Mentrestant, més equips van entrar a l'ambaixada per la porta del darrere i van netejar la planta baixa i el celler. Durant l'atac, els homes armats que tenien els ostatges masculins van obrir foc contra els seus captius, matant Ali Akbar Samadzadeh i ferint dos més. El SAS va començar a evacuar els ostatges, baixant-los per les escales cap a la porta del darrere de l'ambaixada. Dos dels terroristes s'amagaven entre els ostatges; un d'ells va treure una granada de mà quan va ser identificat. Un soldat del SAS, que no va disparar per evitar ferir un ostatge o un altre soldat, va empènyer el terrorista amb granades al fons de les escales, on dos soldats més el van abatre.
L'atac va durar disset minuts i van participar entre 30 i 35 soldats. Els terroristes van matar un ostatge i van ferir greument dos més durant l'atac mentre que el SAS va abatre tots els terroristes menys un. Els ostatges rescatats i el terrorista restant, que encara estava amagat entre ells, van ser traslladats al jardí posterior de l'ambaixada i retinguts a terra mentre eren identificats. L'últim terrorista va ser identificat per Sim Harris i el SAS se'l va endur.

## Ostatges
| Ostage                        | Ocupació                                           | Resultat                              |
| ----------------------------- | -------------------------------------------------- | ------------------------------------- |
| Gholam-Ali Afrouz             | Encarregat de negocis amb cartes de gabinet        | Ferit durant l'assalt                 |
| Shirazeh Bouroumand           | Secretari de l'ambaixada                           | Alliberat                             |
| Chris Cramer                  | Tècnic de so de la BBC                             | Alliberat abans de l'assalt           |
| Ahmad Dadgar                  | Assessor mèdic                                     | Ferit durant l'assalt                 |
| Abdul Fazi Ezzati             | Delegat cultural iranià                            | Alliberat                             |
| Abbas Fallahi                 | Conserge de l'ambaixada                            | Alliberat                             |
| Muhammad Hashir Faruqi        | Editor britànic-paquistanès d'Impact International | Alliberat                             |
| Ali Guil Ghanzafar            | Turista paquistanès                                | Alliberat abans de l'assalt           |
| Simeon Harris                 | Enregistrador de so de la BBC                      | Alliberat                             |
| Nooshin Hashemenian           | Secretari de l'ambaixada                           | Alliberat                             |
| Roya Kaghachi                 | Secretari d'Afrouz                                 | Alliberat                             |
| Hiyech Sanei Kanji            | Secretari de l'ambaixada                           | Alliberat abans de l'assalt           |
| Mustapha Karkouti             | Periodista siri                                    | Alliberat abans de l'assalt           |
| Vahid Khabaz                  | Estudiant iranià                                   | Alliberat                             |
| Abbas Lavasani                | Funcionari de l'oficina de premsa                  | Mort abans de l'assalt                |
| PC Trevor Lock                | Agent de policia, Diplomatic Protection Group      | Alliberat                             |
| Moutaba Mehrnavard            | Comerciant de catifes                              | Alliberat                             |
| Aboutaleb Jishverdi-Moghaddam | Diplomàtic iranià                                  | Alliberat                             |
| Muhammad Moheb                | Interventor de l'ambaixada                         | Alliberat                             |
| Ronald Morris                 | Funcionari i xofer de l'amabixada                  | Alliberat                             |
| Frieda Mozafarian             | Oficial de premsa                                  | Alliberada abans de l'assalt          |
| Issa Naghizadeh               | Primer secretari                                   | Alliberat                             |
| Ali Akbar Samadzadeh          | Treballador temporal de l'ambaixada                | Mort durant l'assalt pels terroristes |
| Ali Asghar Tabatabai          | Banquer                                            | Alliberat                             |
| Kaujouri Muhammad Taghi       | Contable                                           | Alliberat                             |
| Zahra Zomorrodian             | Administratiu de l'ambaixada                       | Alliberat                             |

## Terroristes
| Terrorista                        | Rol               | Resultat                                                                                           |
| --------------------------------- | ----------------- | -------------------------------------------------------------------------------------------------- |
| "Salim" - Oan Ali Mohammed        | Líder             | Abatut pel SAS                                                                                     |
| "Faisal" - Shakir Abdullah Radhil | 2n al comandament | Abatut pel SAS                                                                                     |
| "Makki" - Makki Hanoun            | Pistoler          | Abatut pel SAS                                                                                     |
| "Abbas" - Themir Mohammed Husein  | Pistoler          | Abatut pel SAS                                                                                     |
| "Hassan" - Shakir Sultan Said     | Pistoler          | Abatut pel SAS                                                                                     |
| "Ali" – Fowzi Badavi Nejad        | Pistoler          | Detingut pel SAS i condemnat a cadena perpètua. Se li va concedir la llibertat condicional el 2008 |

## Conseqüències

La cinta de la medalla George, que va ser atorgada a l'agent de policia Trevor Lock

Després del final del setge, l'agent de policia Trevor Lock va ser aclamat com un heroi. Va rebre la Medalla George, el segon honor civil més alt del Regne Unit, per la seva conducta durant el setge i per enfrontar-se a l'Oan durant l'atac del SAS, l'única vegada durant tot el setge que va desenfundar la seva arma oculta. A més, va ser honrat amb l'ordre de la Llibertat de la Ciutat de Londres i va ser mencionat en una moció a la Cambra dels Comuns. L'historiador policial Michael J. Waldren, referint-se a la sèrie de televisió Dixon of Dock Green, va suggerir que la moderació de Lock en l'ús del seu revòlver va ser "un exemple definitiu del poder de la imatge de Dixon", i l'acadèmic Maurice Punch va assenyalar el contrast entre les accions de Lock i les tàctiques altament agressives del SAS. Un altre acadèmic, Steven Moysey, va comentar la diferència de resultats entre el setge de l'ambaixada iraniana i el setge del carrer Balcombe de 1975, en què la policia va negociar la rendició de quatre membres de l'Exèrcit Republicà Irlandès Provisional sense implicació militar. No obstant això, el setge va fer que es demanessin augmentar la potència de foc de la policia per poder prevenir i fer front a incidents similars en el futur, i un informe oficial va recomanar que les unitats especialitzades en armes de foc de la policia, com el D11 de la Policia Metropolitana, tinguessin més recursos i equipament.
El soldat de 1a classe Tommy Goodyear va rebre la Queen's Gallantry Medal per la seva part en l'assalt, en què va abatre un terrorista que estava a punt de llançar una granada entre els ostatges. Després de concloure l'operació, el sergent que va quedar atrapat amb la seva corda de ràpel va ser atès al Saint Stephen Hospital de Fulham. Va patir greus cremades a les cames però es va recuperar completament.
El govern iranià va agrair la fi del setge i va declarar que els dos ostatges assassinats eren màrtirs de la revolució iraniana. També van agrair al govern britànic "l'acció perseverant de la seva força policial durant l'acte injust de presa d'ostatges a l'Ambaixada".
Després de concloure l'assalt, la policia va dur a terme una investigació sobre el setge i la mort dels dos ostatges i cinc terroristes, incloses les accions del SAS. Les armes dels soldats van ser requisades per examinar-les i, l'endemà, els mateixos soldats van ser entrevistats llargament per la policia a la base del regiment a Hereford. Hi va haver polèmica per la mort de dos terroristes a la sala de tèlex, on es trobaven retinguts els ostatges. Els ostatges van dir més tard en entrevistes que havien persuadit els seus segrestadors perquè es rendissin i van aparèixer imatges de televisió en què se'ls veia llançant les armes per la finestra i sostenint una bandera blanca. Els dos soldats del SAS que van abatre els homes van declarar en la investigació sobre la mort dels terroristes que creien que els homes havien intentat agafar les armes abans de ser abatuts. El jurat de la investigació va arribar al veredicte que les accions dels soldats eren un homicidi justificable (després conegut com a "mort legal").
Fowzi Nejad va ser l'únic terrorista que va sobreviure a l'assalt del SAS. Després de ser identificat, va ser arrossegat per un soldat del SAS, que suposadament tenia la intenció de tornar-lo a portar a l'edifici i disparar-li. Segons els informes, el soldat va canviar d'opinió quan li van indicar que l'atac s'estava retransmet per televisió en directe. Més tard es va veure que les imatges de la part posterior de l'ambaixada provenien d'una càmera sense fil col·locada a la finestra d'un pis amb vistes a l'ambaixada. La càmera havia estat instal·lada pels tècnics de l'ITN, que s'havien fet passar per convidats d'un veí de la localitat per tal de superar el cordó policial, que hi havia des de l'inici del setge. Nejad va ser arrestat i finalment va ser jutjat, declarat culpable i condemnat a cadena perpètua pel seu paper en el setge. Va ser elegible per a la llibertat condicional el 2005.
Com a nacional estranger, normalment hauria estat deportat immediatament al seu país d'origen, però l'article 3 de la Convenció Europea de Drets Humans, incorporat al dret britànic per la Llei de Drets Humans de 1998, va considerar pel Tribunal Europeu de Drets Humans que es prohibia la deportació en els casos en què la persona interessada podria ser torturada o executada al seu país d'origen. A Nejad li va ser concedida finalment la llibertat condicional el 2008 i se li va concedir permís per romandre al Regne Unit, però no va rebre asil polític. El Ministeri de l'Interior va emetre un comunicat en el qual va dir "No donem l'estatut de refugiat als terroristes condemnats. El nostre objectiu és deportar persones el més aviat possible però la llei ens obliga a obtenir primer garanties que la persona que retornarà que no s'enfrontarà a una mort segura". Després de 27 anys a la presó, es va considerar que Nejad ja no era una amenaça per a la societat però Trevor Lock va escriure al Ministeri de l'Interior per oposar-se al seu alliberament. Com que el govern britànic accepta que seria executat o torturat, no pot ser deportat a l'Iran; ara viu al sud de Londres, havent assumit una altra identitat.

## Impacte a llarg termini
Abans de 1980, Londres havia estat l'escenari de diversos incidents terroristes relacionats amb la política de l'Orient Mitjà, inclòs l'assassinat de l'antic primer ministre de la República del Iemen i un atac a un autocar que portava personal de la companyia aèria israeliana El Al. Encara que hi va haver altres incidents aïllats relacionats amb la política de l'Orient Mitjà i del Nord d'Àfrica durant els anys posteriors al setge de l'ambaixada, sobretot l'assassinat d'Yvonne Fletcher des de l'ambaixada de Líbia el 1984, l'historiador Jerry White creu que la resolució del setge "va marcar efectivament el final dels tres anys de Londres com a teatre mundial per a la resolució dels problemes de l'Orient Mitjà".
L'atac del SAS, amb el nom en clau "Operació Nimrod", es va retransmetre en directe a l'hora punta un dilluns al vespre festiu i va ser vist per milions de persones, sobretot al Regne Unit, la qual cosa el va convertir en un moment decisiu en la història britànica. Tant la BBC com l'ITV van interrompre la seva programació. La BBC va interrompre l'emissió de la final del Campionat Mundial de Snooker per mostrar el final del setge, que va resultar ser un gran impuls de carrera per a diversos periodistes. Kate Adie, la periodista de servei de la BBC a l'ambaixada quan va començar l'assalt de SAS, va cobrir el judici de Nejad i després va informar des de zones de guerra d'arreu del món i finalment es va convertir en la corresponsal principal de notícies de BBC News, mentre David Goldsmith i el seu equip, responsables de la càmera oculta a la part posterior de l'ambaixada, van rebre un BAFTA per la seva cobertura. L'èxit de l'operació, combinat amb l'alt perfil que li van donar els mitjans de comunicació, va invocar un sentiment d'orgull nacional comparable al Dia de la Victòria a Europa, el final de la Segona Guerra Mundial a Europa. L'operació va ser declarada "un èxit gairebé sense qualificacions". Margaret Thatcher va recordar que va ser felicitada allà on va anar durant els dies següents i va rebre missatges de suport i felicitació d'altres líders mundials. Tanmateix, l'incident va tensar encara més les relacions entre el Regne Unit i l'Iran després de la revolució iraniana. El govern iranià va declarar que el setge de l'ambaixada havia estat planejat pels governs britànic i nord-americà, i que els ostatges que havien estat assassinats eren màrtirs de la Revolució.
L'operació Nimrod va portar al SAS, un regiment que havia caigut en l'obscuritat després de la seva fama durant la Segona Guerra Mundial (en part a causa de la naturalesa encoberta de les seves operacions), de nou a la mirada pública. El regiment no estava gaire content amb el seu nou perfil, havent gaudit de la foscor anterior. No obstant això, l'operació va reivindicar al SAS, que havia estat a punt de ser dissolt, i l'ús de recursos que abans s'havien considerat un malbaratament. El regiment es va veure ràpidament aclaparat per nous sol·licitants. La pertinença al 22 SAS està obert només a persones que actualment serveixen a les Forces Armades (permet sol·licituds de qualsevol persona en qualsevol branca), però la unitat també té dos regiments voluntaris de l'Exèrcit Territorial (TA) voluntari: 21 SAS i 23 SAS. Ambdós regiments de TA van rebre centenars de sol·licituds més que en anys anteriors, cosa que va fer que de la Billière remarqués que els aspirants semblaven "convençuts que se'ls lliurarien al taulell un passamuntanya i una subfussell perquè poguessin sortir i dur a terme setges propis a l'estil d'ambaixada". Mentrestant, el SAS es va convertir en una preferència entre els oficials de l'exèrcit. Les tres unitats es van veure obligades a introduir proves de condició física addicionals a l'inici del procés de sol·licitud. El SAS també va experimentar una demanda creixent de la seva experiència en l'entrenament de les forces de països amics i d'aquells països el col·lapse dels quals es considerava que no interessava a Gran Bretanya. El govern va desenvolupar un protocol per prestar el SAS a governs estrangers per ajudar amb segrests o setges, i es va posar de moda que els polítics es veiessin associant-se amb el regiment. Malgrat la seva nova fama, el SAS no va tenir un paper destacat durant la Guerra de les Malvines de 1982, en part a causa de la manca d'operacions, i després va passar a primer pla, de nou, durant la Guerra del Golf de 1990-1991.
La resposta del govern britànic a la crisi i l'ús reeixit de la força per posar-hi fi, van enfortir el govern conservador de l'època i van augmentar la credibilitat personal de Thatcher. McNee creia que la finalització del setge exemplificava la política del govern britànic de negar-se a cedir a les demandes terroristes, "enlloc es va demostrar amb més eficàcia l'efectivitat d'aquesta resposta al terrorisme".
L'edifici de l'ambaixada va resultar greument danyat per l'incendi. Va passar més d'una dècada abans que els governs britànic i iranià arribessin a un acord pel qual el Regne Unit repararia els danys a l'ambaixada a Londres i l'Iran pagaria les reparacions a l'ambaixada britànica a Teheran, que havia estat danyada durant la revolució iraniana de 1979. Els diplomàtics iranians van començar a treballar des del número 16 de Prince's Gate de nou el desembre de 1993.
La DRFLA es va veure soscavada pels seus vincles amb el govern iraquià després que es va donar a conèixer que l'Iraq havia patrocinat l'entrenament i l'equipament dels segrestadors d'ostatges. La guerra Iran-Iraq va començar cinc mesos després del final del setge i va continuar durant vuit anys. La campanya per l'autonomia de Khuzestan va ser en gran part oblidada arran de les hostilitats, igual que el DRFLA.

## Impacte cultural
A més dels documentals de televisió fets, la dramàtica conclusió del setge va inspirar una onada d'obres de ficció sobre el SAS en forma de novel·les, programes de televisió i pel·lícules. Entre elles hi havia la pel·lícula de 1982 Who dares wins i la pel·lícula 6 Days de 2017, que es va estrenar a Netflix. El setge apareix al videojoc The Regiment del 2006 i Tom Clancy's Rainbow Six Siege, un videojoc shooter tàctic del 2015 centrat en la lluita contra el terrorisme, utilitza com a inspiració el setge de l'ambaixada iraniana, amb un personatge amb qui es pot jugar que ha participat canònicament en el setge. El SAS també apareix al llibre Rainbow Six, en el qual es va basar la sèrie de jocs. El setge de l'ambaixada es va fer referència diverses vegades al drama de televisió Ultimate Force (2002–2008), protagonitzat per Ross Kemp com a líder d'una unitat fictícia del SAS. A més de representacions de ficció als mitjans, el setge va inspirar una versió de la figura d'acció de Palitoy, vestit de negre i equipat amb una màscara de gas, imitant els soldats que van assaltar l'ambaixada.